# Sídliště Pod hradbami (Prachatice)

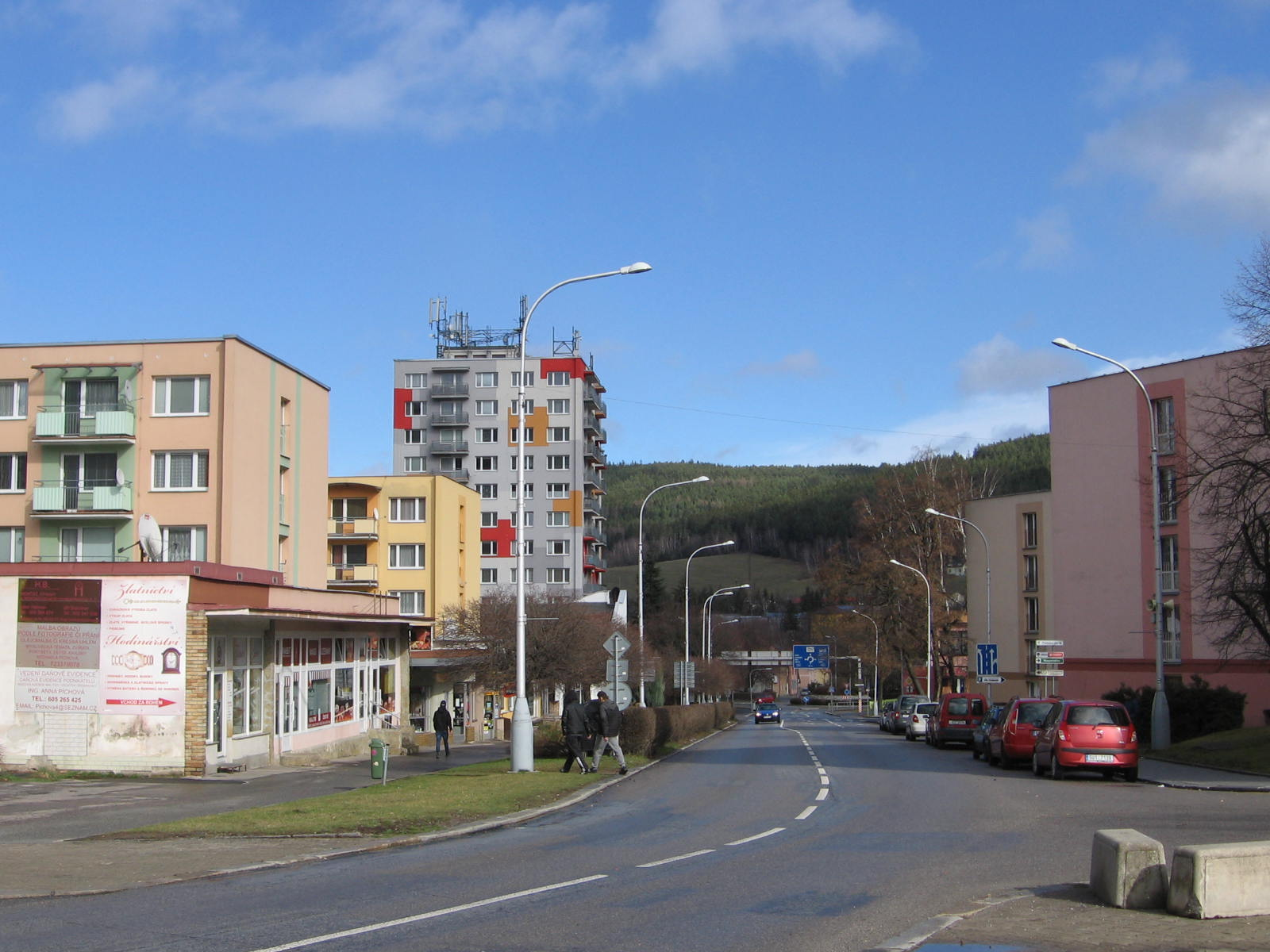
Pohled na domy na sídlišti.

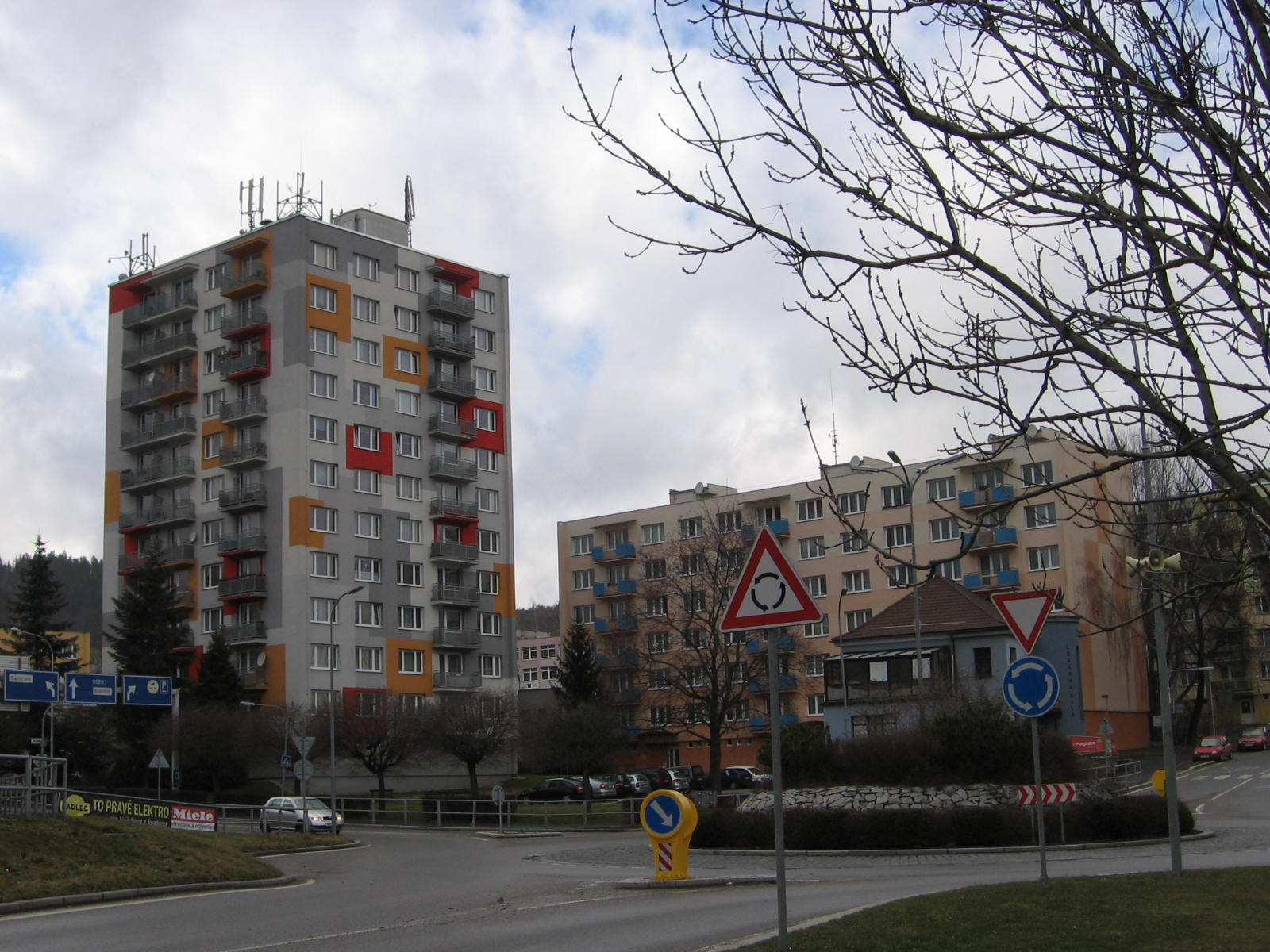
Věžový dům.

Sídliště Pod hradbami se nachází v jihočeském městě Prachatice, severovýchodně od Dolní brány, v přímé blízkosti městské památkové rezervace. 
Hlavní osou tohoto celku je ulice Zvolenská, která spojuje historické centrum Prachatic s místním nádražím. Dominantou sídliště je jedenáctipatrový věžový dům.

## Historie
V souvislosti s tím, že se Prachatice staly okresním městem a byl zde realizován průmysl, panovala v historickém městě nemalá poptávka po výstavbě nových obytných domů. Ta byla realizována již v 50. letech jedním obytným souborem západně od města, územní plán z roku 1958 nicméně předpokládal stavbu nových částí města. Autorem plánu byl Jaroslav Voldřich, který se také podílel na projektu sídliště. Rovněž se na něm podílel také Miloslav Vyhnánek. Pro novou zástavbu bylo rozhodnuto strhnout nemalý počet domů tehdejšího Dolního předměstí, které se od 19. století rozvíjelo východně od historického centra města. Stavební práce na sídlišti probíhaly v letech 1960 až 1971. Jednotlivé domy byly uspořádány do řad, které sledují ulice Pod Hradbami a Slámova. Byly realizovány především domy z typové řady T02B se čtyřmi nadzemními podlažími.
V souvislosti s výstavbou sídliště bylo zbudováno také Autobusové nádraží Prachatice. Upravena byla rovněž i uliční síť města; zkrácena ulice Nádražní, zbudována nová ulice Zvolenská a Slámova, odstraněna původní Krumlovská a Primátorská. Plán sídliště se v průběhu času modifikoval. Zatímco původně zde mělo stát 400 bytů, nakonec byl původní projekt doplněn o vyšší domy a kapacita sídliště navýšena až na 2500 osob. Lidé, kteří zde získali bydlení, byli mnohdy ti, kterým byly zbourány původní předměstské domy. Sídliště počítalo s vznikem parkovacích míst, nízký však byl podíl parků a zeleně. 
V 80. letech na západním okraji ve Vodňanské ulici byla stržena další část původní zástavby a nahrazena obchodním centrem Libín, pojmenovaném podle nedalekého vrcholu.